# Cree
|  | Per a altres significats, vegeu «Cree (desambiguació)». |

Els cree són una tribu algonquina, el nom de la qual prové de kristenaux, deformació francesa de Kenistenoag, un dels seus noms. Ells s'autoanomenaven nehethawa o iyiniwok ("els de la primera ètnia"), i al territori li deien Iiyiyuuschii. Es dividien en tres grups, segons Sebeok:
- Paskwawininiwug, West o Plain Cree,[2] que vivien a la Colúmbia britànica, Alberta, Saskatchewan, Montana, Manitoba i Dakota del Nord. Formen part de les tribus de les planúries americanes.[3]
- Sakawininiwug, East o Swampy Cree, també anomenats Wood Cree o Maskegon, a Quebec,[4] James Bay i Est Hudson.
- Mosoni o Moose Creek, a St. James Bay i Moosonee (Ontario), oest d'Ontario i Manitoba.[5]

## Llengua
La llengua cree és la més nombrosa de les llengües de la família algonquina de Nord-amèrica, i és parlada per unes 60.000 persones en un ampli territori que s'estén des de la badia de Hudson, a l'est, creua Ontario i Manitoba fins a Saskatchewan i Alberta i arriba fins al cinturó del gra, fins al nord, a les muntanyes Mackenzie i Kewatin. L'autònim és mahiyawawak, és a dir, el poble cree.

## Localització
Ocupen un ample territori entre les badies de Hudson i James, a l'O d'Alberta i el llac Great Slave, l'oest de Manitoba i entre els rius Churchill i Assiniboia. Ocupen diverses reserves a Alberta, Quebec, Saskatchewan (el nom del territori prové del cree kisiskedjiwan, "corre ràpid") i Manitoba.
- Al Quebec, ocupen les reserves de Whapmagoostui (792 h), Chisasibi (3.493 h), Wemindji, Eastmain (595 h), Waskaganish (2.236 h), Nemiscau (649 h), Waswanipi (1.724 h), Oujé-Bougoumou (664 h) i Mistissini (3.123 h).

- A Ontario, les reserves d'Attawapiskat (2.739 h), Bearskin Lake (789 h), Chapleau Cree, Constance Lake (1.421 h), Deer Lake (998 h), North Spirit (418 h), Fort Severn (587 h), Kee-way-win (641 h), Mc Dowell Lake (52 h), Kasabonika (872 h), Kingfisher (433 h), Wunnumin (543 h), Kitchenuhmaykoosib Inninuwug (1.226 h), Moose cree (3.215 h), Taykwa Tagamou Nation (309 h), Sachigo Lake (711 h), Misanabie cree (187 h), North Caribou Lake (880 h), Angling Lake (354 h) i Sandy Lake (2.227 h).

- A Manitoba, les reserves de Bloodvein (1.307 h), Bunibonibee (2.353 h), Manto Sipi (642 h), York Factory (1.014 h), Tataskweyat (2.860 h), Shamattawa (1.202 h), God's lake (2.194 h), Fox Lake (969 h), Chemawawin (1.446 h), Mathias Colomb (2.250 h), Grand rapids (1.350 h), Mosakahiken (1.565 h), Opaskwayak (4.671 h), Sapotaweyak (1.811 h), Wuskwi Sipihk (555 h), Garden Hill (3.633 h), Red Sucker Lake (833 h), St Theresa Point (3.068 h), Wasagamack (1.447 h), Norway house (4.212 h), Nisichawayasihk (4.958 h), Cross lake (6.263 h) i Oxford House (1.622 h).

- A Saskatchewan, les de Beardy's and Okemasis (2.733 h), Big River (2.698 h), Pelican Lake (1.203 h), Witchekan Lake (578 h), Canoe Lake (1.743 h), Flying Dust (996 h), Island Lake (1.135 h), Waterhen Lake (1.630 h), Makwa Sahgaiehcan (1.188 h), Cowessess (3.255 h), Cumberland House (963 h), James Smith (2.684 h), Lac la Ronge (7.816 h), Montreal Lake (3.135 h), Peter Ballantyne (7.526 h), Red Earth (1.189 h), Shoal Lake (747 h), Sturgeon Lake (2.179 h), Lucky Man (86 h), Day Star (426 h), Kahkewistahak (1.478 h), Sakimay (1.340 h), Little Black Bear, Little Pine Cree (1.575 h), Mistawasis	 (2.114 h), Moosomin (1.341 h), Muskeg Lake, Nekaneet (404 h), Ochapowace (1.381 h), One Arrow (1.358 h), Onion Lake (3.998 h), Peepeekisis (2.215 h), Piapot (1.936 h), Poundmaker (1.299 h), Starblanket (535 h), Sweetgrass (1.577 h), Thunderchil (2.221 h), Red pheasant(1.889 h), Sandy Lake/Ahtahkakoop (2.701 h), Joseph Bighead/Big Island (847 h) i Muskoday/John Smith (1.426 h).

- A Alberta, les d'Alexander, Enoch Cree (1.909 h), O'Chiese (811 h), Sunchild (1.046 h), Beaver Lake (846 h), Bigstone (6.293 h), Driftpile (2.104 h), Duncan (211 h), Sawridge, Sucker creek (2.189 h), Swan River (1.004 h), Sturgeon lake (2.408 h), Frog Lake (2.268 h), Kehewin cree (1.639 h), Ermineskin (3.364 h), Little Red river (3.811 h), Louis Bull (1.689 h), Lubicon Lake, Tallcree(1.018 h), Mikisew (ft. Chippewyan) (2.346 h), Loon River (423 h), Montana (829 h), Saddle Lake (8.238 h), Samson (6.262 h), Whitefish Lake (1.950 h) i Kapawe'no (275 h).

## Demografia

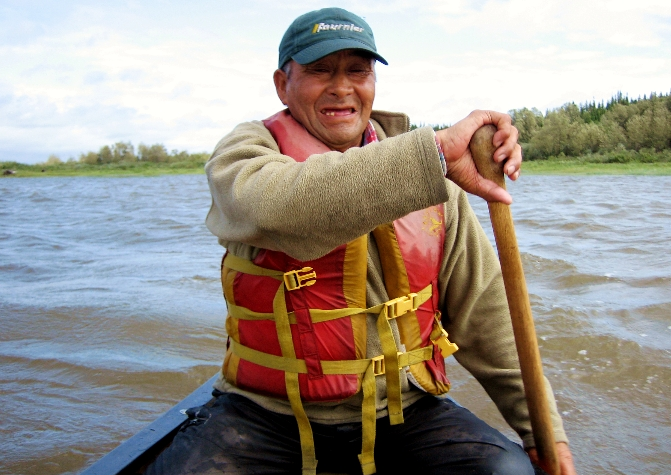
Indi cree, d'Old Nemaska (foto d'André Perron).

A començaments del segle xviii, eren uns 15.000 individus; entre 1784 i 1838 foren molt reduïts per la verola, però augmentaren a 15.000 el 1940 i a 70.000 el 1970, dels quals, uns 252 eren a Montana. A començaments del 1990, hi havia entre 100.000 i 140.000, dels quals 12.017 al Quebec. Segons el cens del 2000, al Canadà hi havia 213.815 cree, d'ells 14.510 a Quebec, 18.602 a Ontario, 52.933 a Alberta, 52.225 a Manitoba i 75.545 a Saskatchewan. Als EUA, segons el cens del 2000, hi havia 2.488 purs, 724 barrejats amb altres tribus, 3.577 amb altres ètnies i 945 amb altres ètnies i tribus; en total, 7.734 individus. Endemés, hi ha els chippewa-cree de Rocky boy's, que són 5.531 purs, 180 barrejats amb altres tribus, 1.294 amb altres ètnies i 99 amb altres ètnies i tribus. En total, 7.104 individus.

## Dialectes
N'hi ha quatre dialectes:

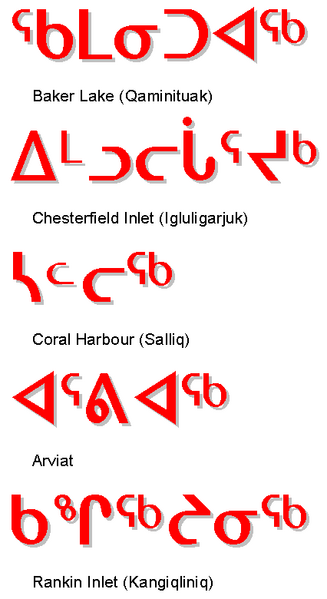
Noms cree en alfabet sil·làbic, emprat també pels inuits.

- El cree de les praderies o cree occidental.
- El swampy cree, o oriental.
- El wood cree, a la regió del riu Churchill.
- El moose cree, un dialecte parlat a la badia de Hudson.

Tots els dialectes són mútuament intel·ligibles, i és la preaspiració una característica notòria en les formes occidentals.

## Costums
Els wood cree o maskegon tenien una cultura semblant a la de les tribus dels boscos de l'est. Conreaven moresc i caçaven ossos, castors (sovint el seu principal aliment, per les reserves de greix), caribús, daines i principalment llebres, a causa de la mancança d'altres animals. Si escassejaven les llebres, la fam els obligava a practicar el canibalisme (fet recollit en contes tribals tan bons com els europeus), potser també per influència esquimal. Llur organització social era basada en bandes d'algunes famílies, encara que s'aliaven en grans grups en temps de guerra. Vivien en wigwams en forma de volta, coberts de làmines de bedoll, anomenats shabúktowan "casa on es pot caminar", dos wigwam units amb dos focs en cada extrem i amb una xemeneia damunt de cadascuna. La base era un trípode amb forma de creu.

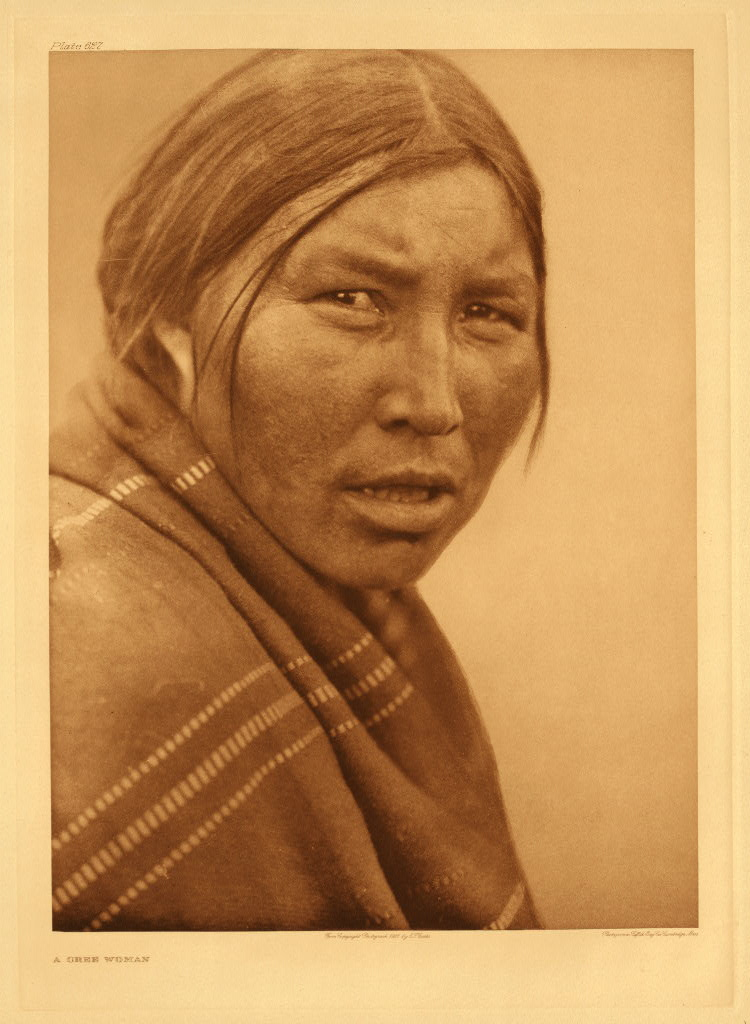
Dona cree.

Pel que fa als plain cree, quan aconseguiren cavalls i armes de foc, esdevingueren bel·licosos i guerrers contra les tribus dels voltants. Es dividien en dotze bandes, cadascuna amb un cabdill propi; caçaven bisons i tenien integrada una societat militar.
La por a la bruixeria i el respecte a tota mena de tabús i costums relatius als esperits dels animals de cacera saturen la cultura cree. Els encisadors i conjuradors exercien el poder. Creien també en choepi (fantasmes) que feien la Pahkuk-kar-namichik (Dansa dels esperits), quan apareixia l'aurora boreal. Respectaven els vincles especials entre humans i animals, de manera que rentaven acuradament els ossos i caps dels animals caçats i els guardaven com a talismans i ofrenes a l'esperit d'aqueix animal, urpes i cranis d'os, dents de caribú i de dant. Però eren especialment temorosos de l'os.
Els vents, els anomenaven Nikapi-hun-nizeo (vent de l'oest), favorable a la gent i bo per a caçar; Wapanung-nizeo (vent de l'est), enganxós i que no dona res de menjar; i el Shawanung (vent del sud), que dona menjar a l'estiu i en abundància. La religió i les cerimònies estaven altament considerades, sembla que amb significacions de protecció en la guerra i en la cacera del bisó. Les dones es tatuaven la barbeta.

## Història
Es creu que s'establí a la badia de Hudson un petit grup que cresqué molt ràpidament entre els segles XVII i xviii. Comerciaven amb pells amb els europeus de la Hudson Bay Co i lluitaven contra els sioux i blackfoot aliats dels assiniboine.
Els primers europeus que visitaren el seu territori foren sir James Button, qui el 1612 arribà a Manitoba; el 1682, hi fundarien la factoria de York i el 1809 Fort Gibraltar, entre els rius Red i Assiniboine. El 1738, els visità el francès La Verandrye. Pel que fa als de Saskatchewan, el 1690 foren visitats per Henry Kelsey, de la Companyia de la Badia de Hudson; el 1753, s'hi construí Fort Lacorne i el 1774 la primera colònia, Cumberland House. A Alberta, el primer europeu fou Anthony Hendry, el 1754, però la primera factoria no s'establí fins al 1788, quan Alexander Mackenzie travessà el territori. Entre els anys 1784 i el 1838, una forta epidèmia de verola els va reduir considerablement. El 1847 i el 1853, traduïren la Bíblia al cree, i el 1887 Jean Pierre Gueguen hi va escriure els texts Nabowewinan i Tapowenina.
Pel que fa als de Manitoba, el 1812 s'obrí la primera colònia pel comte de Selkirk (1771-1820), que fomenta el comerç entre cree i métis i la NW Co. El 1842-1843, molts s'uniren al profeta Abishabi de Hudson Bay, que feia missatges en alfabet cree. El 1869, la Hudson Bay Co va vendre tota Manitoba al Canadà, que el 1912 va establir els fronteres actuals. El 1905, Saskatchewan i Alberta esdevenen províncies canadenques.
El 1883, col·laboraren amb l'exèrcit en l'última matança de búfals al riu Cannonball. Per altra banda, el 1885 molts donaren suport a la revolta métis de Louis Riel (1844-1885) i Gabriel Dumont (1838-1906), que fou molt durament sufocada.
El cap de la banda del Gran Ós, Poundmaker (1826-1886), Big Bear i Piapot (1816-1908), cap dels Consell de Duck Lake, que li havien donat suport, decidiren no rendir-se i lluitaren contra els assentaments blancs a Saskatchewan, tot enfrontant-se a la policia muntada. L'abril del 1885, Poundmaker atacà Batterfield amb 200 guerrers, i durant el mes de maig Cut Knife Creek i Frenchman's Bute, i el juny Loon Lake, però fou capturat i morí a la presó; foren els últims en acceptar una reserva.
A la reserva de Rocky Boy's (Montana), el xamà Poor Coyote (mort el 1920) va revitalitzar la creença en Mmemmege'soo (Petita gent) que li donaven poders. Per altra banda, el saulteaux Adam Fiddler (1865-1959), pastor metodista de Sandy Lake (Manitoba), va tenir una visió de Crist el 1901 i barrejà les tradicions nadiues, com la Shaking Tent i la cerimònia Wabino o Acció de Gràcies. 

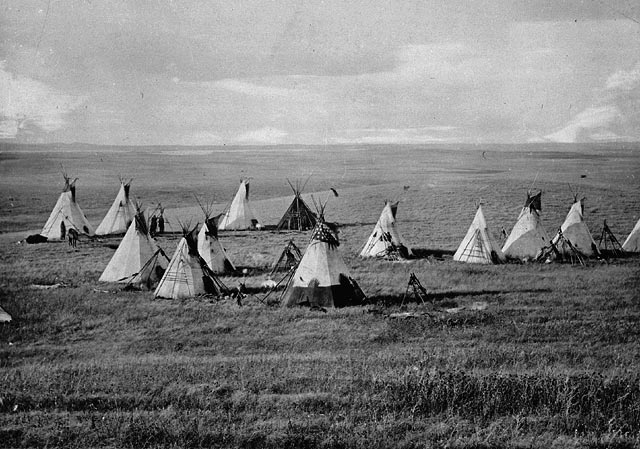
Campament cree a Vermilion, Alberta, setembre del 1871.

El seu pare, Jack Fiddler (1820-1907), líder tribal de la Sucker Band, participà amb el seu germà Joseph Fiddler Pesequan (1856-1909) en un fet singular pel qual foren arrestats el 1907: assassinaren la seva cunyada i tres indis més perquè s'havien aconvertit en windigos. Jack se suïcidà a la presó. Ambdós eren fills de Pemicheka/Porcupine Standing Sideways (1771-1891), xamà qui el 1823 s'establí amb el clan de Sucker Red al riu Severn i defensà la vida tradicional cree contra la Hudson Bay Co. Un altre líder cree important fou Papamekesickquap/Assegut al Cel (mort el 1907), xamà i cap del clan Alt Severn (NO Ontario).
Russell Willier (1947), també conegut com a Mehkwasskwan/Núvol Vermell, xamà wood cree dels Sucker Creek (Alberta), revitalitzà les creences tribals, i mantingué una dura polèmica amb metges convencionals el 1984-1985, quan curà gent de psoriasi a la seva tenda.
El 1975, signaren un tractat amb el govern canadenc. Així, el 1978, reberen 5.408 milles quadrades de territori per a caçar i 225 milions $ de compensacions, amb els inuit.
El 1986, Matthew Coon Come, llicenciat en Ciències Polítiques, és nomenat cap de tots els cree del Canadà. El 1992, visita Barcelona per protestar contra la construcció a Quebec de la James Bay II Hidroquebec, que afecta 9 poblats cree (11.000 individus) i 7.000 inuit. El segon cap, Romeo Saganash, desembarcà simbòlicament a Barcelona i regalà un timbal ritual a l'alcalde Pasqual Maragall.
Elijah Harper, cap dels Sucker Red el 1978-1982 (Manitoba), i diputat per Manitoba, el 1990, va boicotejar la signatura de l'Acord de Meech Lake perquè no reconeixia els drets dels indis. Un altre cree, Ovide Mercredi, és cap de l'Assemblea de Primeres Nacions, màxim òrgan dels indis del Canadà.

## Llista de cree
- Poundmaker
- Big Bear
- Elijah Harper
- Joseph Francis Dion
- Freda Ahenakew
- Glecia Bear
- Shirley Cheechoo